# البایدا، والنسیا
البایدا، والنسیا (به اسپانیایی: Albaida, Valencia) یک شهرستان در اسپانیا است که در Vall d'Albaida واقع شده‌است.

## خصوصیات
البایدا ۳۵٫۴۱ کیلومترمربع مساحت و ۶٬۴۲۰ نفر جمعیت دارد و ۳۱۵ متر بالاتر از سطح دریا واقع شده‌است.